# Journal of Cancer Research and Clinical Oncology
Journal of Cancer Research and Clinical Oncology is een internationaal, aan collegiale toetsing onderworpen wetenschappelijk tijdschrift op het gebied van de oncologie. De naam wordt in literatuurverwijzingen meestal afgekort tot J. Canc. Res. Clin. Oncol. Het wordt uitgegeven door Springer Science+Business Media namens de Deutsche Krebsgesellschaft en verschijnt maandelijks.